# Johann Georg Andreas von Brückner
Johann Georg Andreas von Brückner (geboren als Johann Georg Andreas Brückner; * 29. März 1744 in Heubach, Fürstentum Hildburghausen; † 15. April 1814 in Riga) war ein deutscher Jurist, der durch wissenschaftliche Veröffentlichungen über den Ostseeraum bekannt wurde.

## Leben
Johann Georg Andreas Brückner wurde als Sohn eines Pfarrers geboren. Ab 1759 besuchte er ein Gymnasium in Coburg, anschließend studierte er ab 1764 Jura an der Universität Jena. Nach Abschluss des Studiums ging er 1766 nach Estland und wurde Hauslehrer. 1769 zog er nach Narva, wo er als Privatlehrer und am Gericht tätig war.
1770 erhielt Brückner eine Einladung nach Dorpat, das im Russischen Kaiserreich zum Gouvernement Livland gehörte. In Dorpat bekleidete er die Stelle als leitender Finanzbeamter und anschließend die des Anwalts des Semstwo-Gerichts. 1772 wurde er Stadtnotar. Nach dem Erwerb der Rechte eines Vollbürgers im Jahr 1774 wurde er 1776 Stadtsekretär. Große Verdienste erwarb sich Brückner beim Wiederaufbau von Dorpat nach dem Großbrand im Jahr 1775. 1784 wurde er Sekretär der livländischen Statthalterschaftsregierung. Ab 1797 war am livländischen Kameralhof tätig. 1807 wurde er zum Staatsrat ernannt. Aufgrund dieser Beamtenlaufbahn wurde er in den Adelsstand erhoben.
Neben seiner juristischen Qualifikation verfügte Brückner über umfangreiche wissenschaftliche Kenntnisse. Sein spezielles Interesse galt der Mathematik, der Geodäsie und der Astronomie. Er veröffentlichte in verschiedenen wissenschaftlichen Periodika eine Reihe von Aufsätzen zur physikalischen Erforschung des Ostseeraums. Für diese Leistungen wurde er 1808 zum korrespondierenden Mitglied der Russischen Akademie der Wissenschaften in Sankt Petersburg gewählt.